# Меженинов, Александр Павлович
Александр Павлович Меженинов (1834—1910) — русский генерал сербской армии, герой сербско-турецкой войны 1876 года; поэт.

## Биография
Родился в селе Мишино Зарайского уезда Рязанской губернии 13 (25) мая 1834 года в семье поручика Павла Семёновича Меженинова (1803—?), помещика Тульской и Рязанской губерний; был внесён в дворянские родословные книги: 19 марта 1843 — в VI-ю часть ДРК Тульской губернии; 10 ноября 1847 — во II-ю часть ДРК Рязанской губернии. Был крещён в Николаевской церкви села Узуново Венёвского уезда Тульской губернии. Семья была многодетной: сестры — Анна (род. 1832), Мария (род. 1836), Елизавета (род. 1845); братья Николай (1834—1910), Иван (род. 1840), Виктор (род. 1847).
В 1848 году поступил в Орловский Бахтина кадетский корпус, из которого перешёл в Санкт-Петербургский Дворянский полк. В 1853 году был выпущен офицером в лейб-гвардии Семёновский полк. В 1856 году переведён в лейб-гвардии стрелковый батальон.
В 1859 году был произведён в полковники. С октября 1863 года командовал 1-м гренадерским стрелковым батальоном. В 1864 году был назначен командиром 3-го Перновского гренадерского полка. В феврале 1865 года женился на Марии Васильевне, урождённой Степановой (1838—?), которая была в разводе с подпоручиком бароном Петром Аша. В 1860 году был награждён орденом Св. Станислава 2-й степени; в 1863 году получил к этому ордену императорскую корону.
В 1869 году был вынужден подать в отставку из-за растраты, допущенной полковым казначеем. После этого служебного скандала жена предпочла жить отдельно ( у себя в усадьбе или за границей), получая от мужа необходимые денежные средства для безбедной жизни.
После начала сербско-турецкой войны генерал-лейтенант М. Г. Черняев, возглавивший сербскую армию, предложил Меженинову возглавить один из отрядов русских добровольцев. В одном из боев, проявив личное мужество, был контужен, получил ряд наград, в числе которых был сербский орден Такова 1-й степени и звание генерала сербской армии. 
Вернувшись из Сербии, не имея прав на государственную службу, он занял должность статистика по вольному найму в петербургской конторе Харьковско-Николаевской железной дороги. Затем долгое время служил столоначальником в Департаменте железнодорожных дел Министерства финансов.
Был известен в литературных кругах как поэт; среди его знакомых были Н. С. Лесков, А. К. Шеллер-Михайлов, В. И. Немирович-Данченко, А. И. Фаресов, Д. А. Линёв и другие.
Умер в Санкт-Петербурге 19 марта (1 апреля) 1910 года от гангрены раненой ещё во время турецкой войны ноги.
Скульптором и художником Е. П. Шишковым в Зарайске в 2003 году был создан мемориал, посвящённый сослуживцам — А. П. Меженинову и Ф. Э. Келлеру. 